# Cerceris vespiformis
Cerceris vespiformis är en stekelart som beskrevs av Henri Saussure 1855. Cerceris vespiformis ingår i släktet Cerceris och familjen Masaridae. Inga underarter finns listade i Catalogue of Life.